# PRB M409
PRB M409 – belgijska fugasowa mina przeciwpiechotna.
Mina PRB M409 składa się z korpusu z tworzywa sztucznego, materiału wybuchowego i zapalnika naciskowego. Masa zawartego w minie metalu jest zbliżona do 1 g co sprawia, że jest ona trudna do wykrycia przy pomocy wykrywaczy. Miny PRB M409 działają poprawnie przy temperaturach otoczenia od -32 do +52 °C. Ustawianie ręczne, minę uzbraja się poprzez wyciągnięcie zawleczki i zdjęcie pokrywy chroniącej membranę zapalnika. Wybuch następuje przy przemieszczeniu membrany na 1,5 – 3 mm w głąb korpusu. Mina M409 przy stosunkowo dużej średnicy posiada niewielką wysokość co ułatwia maskowanie min kładzionych na powierzchni ziemi. Mina M409 jest elaborowana trialenem czyli mieszaniną trotylu (70%), heksogenu (15%) i pyłu aluminiowego (15%). Efekt wybuchu 80 g tego materiału jest porównywalny z wybuchem 130 g trotylu. Dodatkową zaleta trilenu jest wysoka stabilność i odporność na wybuchy co ułatwia gęste stawianie min i utrudnia trałowanie przy pomocy ładunków wydłużonych.